# تیراندازی با کمان در المپیک تابستانی
تیراندازی، با کمان در بازی‌های المپیک تابستانی با نام رویداد ورزش تیراندازی با کمان در بازی‌های المپیک تابستانی است که هر چهار سال یک بار برگزار می‌شود.

## جدول مدال‌ها
| رتبه  | کشور                      | طلا | نقره | برنز | مجموع |
| ۱     | کره جنوبی (KOR)           | ۱۹  | ۹    | ۶    | ۳۴    |
| ۲     | ایالات متحده آمریکا (USA) | ۱۴  | ۱۰   | ۸    | ۳۲    |
| ۳     | بلژیک (BEL)               | ۱۱  | ۶    | ۳    | ۲۰    |
| ۴     | فرانسه (FRA)              | ۶   | ۱۰   | ۷    | ۲۳    |
| ۵     | بریتانیای کبیر (GBR)      | ۲   | ۲    | ۵    | ۹     |
| ۶     | ایتالیا (ITA)             | ۲   | ۲    | ۳    | ۷     |
| ۷     | چین (CHN)                 | ۱   | ۶    | ۲    | ۹     |
| ۸     | اتحاد شوروی (URS)         | ۱   | ۳    | ۳    | ۷     |
| ۹     | فنلاند (FIN)              | ۱   | ۱    | ۲    | ۴     |
| ۹     | اوکراین (UKR)             | ۱   | ۱    | ۲    | ۴     |
| ۱۱    | استرالیا (AUS)            | ۱   | ۰    | ۱    | ۲     |
| ۱۱    | هلند (NED)                | ۱   | ۰    | ۱    | ۲     |
| ۱۳    | اسپانیا (ESP)             | ۱   | ۰    | ۰    | ۱     |
| ۱۴    | ژاپن (JPN)                | ۰   | ۳    | ۲    | ۵     |
| ۱۵    | سوئد (SWE)                | ۰   | ۲    | ۰    | ۲     |
| ۱۶    | چین تایپه (TPE)           | ۰   | ۱    | ۱    | ۲     |
| ۱۶    | آلمان (GER)               | ۰   | ۱    | ۱    | ۲     |
| ۱۶    | مکزیک (MEX)               | ۰   | ۱    | ۱    | ۲     |
| ۱۶    | لهستان (POL)              | ۰   | ۱    | ۱    | ۲     |
| ۲۰    | اندونزی (INA)             | ۰   | ۱    | ۰    | ۱     |
| ۲۱    | تیم متحد (EUN)            | ۰   | ۰    | ۲    | ۲     |
| ۲۲    | روسیه (RUS)               | ۰   | ۰    | ۱    | ۱     |
| مجموع | مجموع                     | ۶۱  | ۶۰   | ۵۲   | ۱۷۳   |